# Alicja Halicka

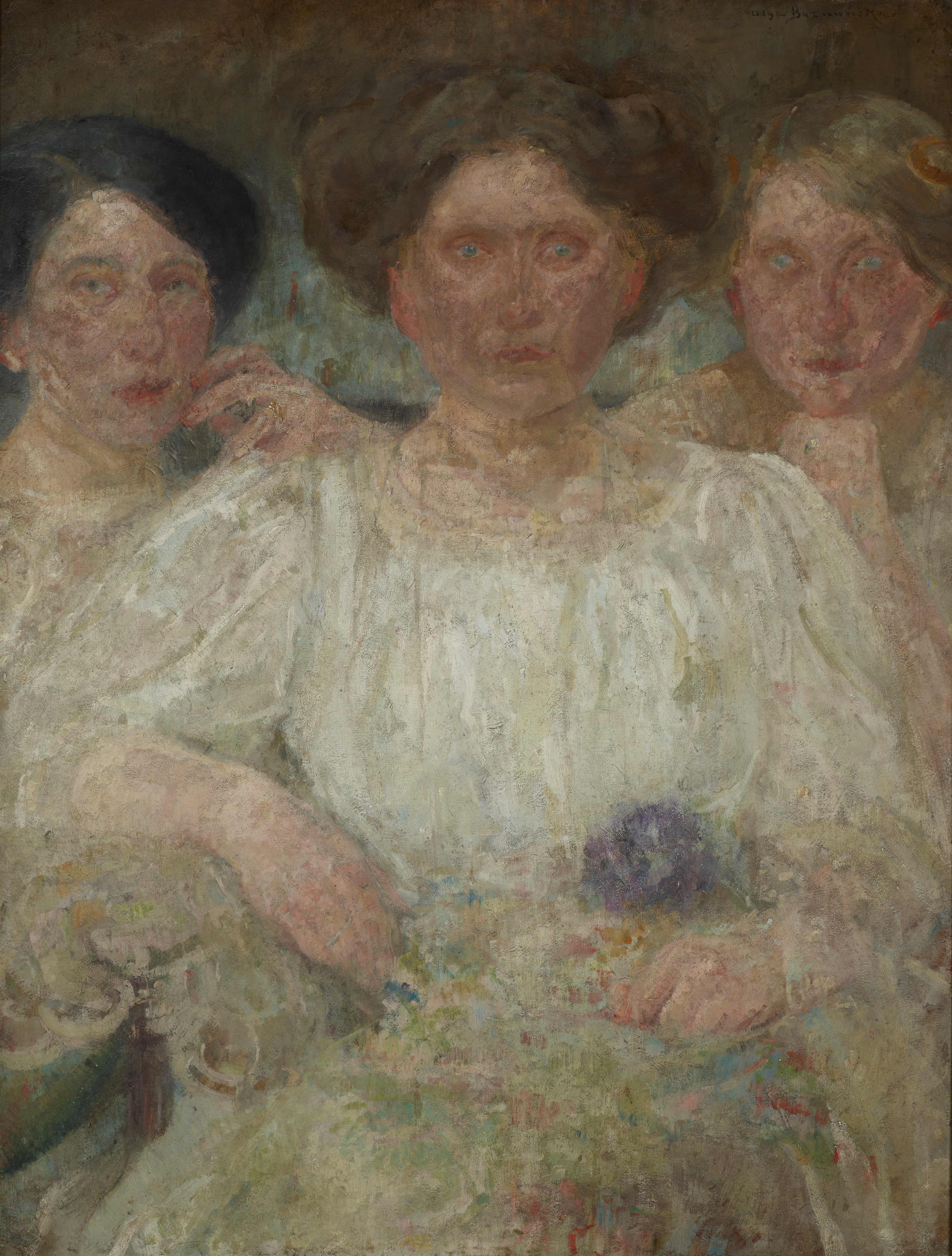
Obraz Olgi Boznańskiej ze zbiorów Muzeum Narodowego w Krakowie przedstawia prawdopodobnie Marię Fredro-Boniecką, jej siostrę Alicję Halicką, a trzecia z młodych kobiet to prawdopodobnie ich kuzynka, Karola.

Alicja Halicka, z domu Rosenblatt (ur. 20 grudnia 1889 w Krakowie, zm. 30 grudnia 1974 w Paryżu) – polska malarka, scenografka, projektantka kostiumów, ilustratorka.

## Życiorys
Alicja pochodziła z bogatej krakowskiej rodziny. Jej ojciec był lekarzem. W wieku 7 lat, po śmierci matki zamieszkała z siostrą Marią u dziadków w Wiedniu, a potem wraz z ojcem w Krakowie. Dzieciństwo i wczesną młodość spędziła w Austrii i Szwajcarii. Lekcje malarstwa i rysunku brała u Wyczółkowskiego, Weissa i Pankiewicza w Szkole Sztuk Pięknych dla Kobiet Marii Niedzielskiej. W 1912 kontynuowała naukę w Monachium, następnie w Paryżu w Académie Ranson.
W Paryżu przyjaźniła się m.in. z Apollinaire'em, znała Georges'a Braque'a, André Bretona, Maxa Ernsta i Jeana Arpa. Utrzymywała kontakty z twórcami École de Paris – Eugeniuszem Zakiem, Moïsem Kislingiem, Keesem van Dongenem i Jules'em Pascinem. W 1913 poślubiła malarza Louisa Marcoussisa.
Od lat dwudziestych pracowała głównie jako scenografka i projektantka kostiumów. Realizowała projekty dla najważniejszych teatrów operowych i baletowych w Europie i Stanach Zjednoczonych. Przebywając w Stanach Zjednoczonych, współpracowała z czasopismami „Harper's Bazaar” i „Vogue”, ilustrowała książki. W 1946 w Paryżu ukazały się jej wspomnienia zatytułowane Hier (Souvenirs). Na język polski zostały przetłumaczone przez Wandę Błońską i wydane w 1971 pt. Wczoraj. Polska wersja wspomnień Halickiej została wzbogacona o jej wrażenia z podróży do Indii (1952), gdzie wystawiała swoje prace, oraz szkic o kulturze polskiej po październiku 1956.
We wspomnieniach Halickiej nie znajdziemy wzmianki o portrecie, jaki namalowała Olga Boznańska około 1909–1910 roku, choć Halicka wspomina w nich z nutą złośliwości samą Boznańską. Według opinii ekspertów na obrazie zatytułowanym Portret trzech sióstr ciemnowłosa Halicka znajduje się po lewej stronie, kobieta na pierwszym planie to siostra Halickiej – Maria Rosenblatt (w późniejszym okresie używała nazwiska Fredro-Boniecka), a po prawej prawdopodobnie kuzynka Karola.

## Wystawy
- 1922 Ghetto de Cracovie, Galerie Berthe Weill, Paryż
- 1923: Bernheim
- 1924: Druet
- 1925: Romances Capitonnées, Le Grande Maison du Blanc, Paryż
- 1926: Galerie de Centaure, Bruksela
- 1927: Romances Capitonnées, Galerie Myrbor, Paryż
- 1935: Leicester Gallery
- 1937: Levy Gallery
- 1956: Warszawska Zachęta
- 1968: Bramy Paryża, Kordegarda, Warszawa
- 1988: Alice Halicka, Salle de la Restauration, Vichy
- 2011: Mistrzowie École de Paris • Alicja Halicka – Villa La Fleur, Konstancin